# Virtual DOS machine
Virtual DOS machine (též NTVDM) je v informatice technologie, která ve 32bitových Windows NT umožňuje spouštět 16bitové programy určené pro DOS nebo Windows pro DOS (tj. Windows 3.1x nebo Windows 3.0). Systémy Windows NT vyžadují 32bitový procesor Intel 80386 nebo novější, který pomocí Virtual 8086 mode umožňuje nativně (tj. přímo) provádět 16bitové instrukce. Toho využívá technologie NTVDM, která v jádře Windows NT zajišťuje pro 16bitové programy nezbytnou infrastrukturu a tím jejich nativní běh v jinak plně 32bitovém prostředí.

## Omezení
V 64bitových systémech (tj. ve Windows XP Professional x64 Edition, Windows Vista, Windows Server 2008, Windows 7, atd.) technologie NTVDM neobsahuje podporu pro 16bitové aplikace používající chráněný režim procesoru Intel 80286, takže je nelze přímo spustit. V těchto systémech je možné spustit 16bitové programy jen uvnitř virtualizovaného prostředí, jako je Microsoft Virtual PC (např. pomocí Windows XP Mode), VirtualBox nebo VMware Workstation.
V 64bitovém systému Linux lze spouštět 16bitové aplikace v chráněném režimu procesoru Intel 80286 pomocí Wine.